# Бьюфёрд, Мэрилин
Мэ́рилин Бью́фёрд (англ. Marilyn Buferd; 30 января 1925, Детройт, Мичиган — 27 марта 1990, Остин) — американская модель и киноактриса. В сентябре 1946 года получила титул «Мисс Америка».

## Биография
Мэрилин Бьюфёрд родилась 30 января 1925 года в городе Детройт (штат Мичиган, США). Позднее переехала в Калифорнию, где обучалась в  Калифорнийском университете в Лос-Анджелесе. 22 августа 1946 года завоевала титул «Мисс Калифорния», а 7 сентября того же года — «Мисс Америка», причём в последнем состязании она обошла уже весьма известную киноактрису Клорис Личмен. С 1948 года начала работать моделью для ведущих модельеров и ювелиров Франции и Италии.
В 1945—1946 годах Бьюфёрд снялась в четырёх кинофильмах, но в эпизодических ролях и без указания в титрах, более-менее полноценную кинокарьеру девушка начала с 1949 года, и за девять лет появилась в девятнадцати кинолентах (в основном производства Италии) и нескольких эпизодах разных телесериалов. С 1958 года Бьюфёрд сниматься прекратила.
В 1988 году актрисе был поставлен диагноз «рак поджелудочной железы»; она покинула Калифорнию и поселилась в техасском Остине в доме сына и его жены. Мэрилин Бьюфёрд скончалась 27 марта 1990 года в городе Остин (штат Техас) от рака поджелудочной железы.
Личная жизнь
Мэрилин Бьюфёрд была замужем трижды:
1. Франко Барбаро, командир подводной лодки ВМФ Италии во время войны[9]. Брак заключён в 1951 году, три года спустя последовал развод. От брака остался сын, Ник (род. 1952), который стал известен как сооснователь фестиваля «К югу через юго-запад», а также как сооснователь газеты The Austin Chronicle[10].
2. Хэнс Ортон. Брак заключён 22 мая 1958 года, 4 августа 1959 года последовал развод. Детей нет.
3. Милтон Стивенс, «магнат сантехники»[9]. Брак заключён в 1960 году, в 1969 году супруг скончался. Детей нет.

## Избранная фильмография
- 1949 — К чёрту славу[итал.] / Al diavolo la celebrità — Эллен Роулинс
- 1950 — Неуловимые 12[итал.] / L'inafferrabile 12 — ассистентка доктора Гиши
- 1950 — Тото Тарзан[итал.] / Tototarzan — А́йва
- 1951 — Я предводитель[итал.] / Io sono il Capataz — Мойра
- 1951 — Чёрный огонь[итал.] / Fuoco nero — Мария
- 1952 — Да здравствует кино![итал.] / Viva il cinema! — Тина
- 1952 — Машина, убивающая плохих / La macchina ammazzacattivi — американская туристка
- 1952 — Прекрасные создания[англ.] / Adorables Créatures / Quando le donne amano[11] — Эвелин
- 1952 — Ночные красавицы[фр.] / Les Belles de nuit / Le belle della notte[11] — почтальонша / мадам Бонасье
- 1952 — Председательница[итал.] / La presidentessa — Анжелина
- 1953 — Провинциалка / La provinciale — Анна Сертори
- 1953 — Слепая из Сорренто[итал.] / La cieca di Sorrento — маркиза Альвина Ди Рионеро
- 1953 — ? / Gioventù alla sbarra — Лилли
- 1954 — Мицар: Диверсия на море[итал.] / Mizar (Sabotaggio in mare) — шведка
- 1954 — Не тронь добычу / Touchez pas au grisbi / Grisbì[11] — Бетти
- 1956 — Дорожный патруль[англ.] / Highway Patrol — Джоан (в эпизоде Motel Robbery)
- 1957 — Миллионер[англ.] / The Millionaire — Бетти Уэстхолм (в эпизоде The Judge William Westholme Story)
- 1957 — Неземное[англ.] / The Unearthly — доктор Шэрон Гилкрист
- 1958 — Королева космоса / Queen of Outer Space — Одина, венерианка

В титрах не указана
- 1945 — Тщеславие Эрла Кэрролла[англ.] / Earl Carroll Vanities — танцовщица
- 1946 — Безоговорочно[англ.] / Without Reservations — военнослужащая Женского армейского корпуса[англ.]
- 1946 — Бремя страстей человеческих[англ.] / Of Human Bondage — модель